# Nur noch 72 Stunden
Nur noch 72 Stunden (Originaltitel: Madigan) ist ein US-amerikanischer Kriminalfilm von Don Siegel aus dem Jahr 1968. Er basiert auf dem Roman The Commissioner von Richard Dougherty.

## Handlung
Die New Yorker Polizeibeamten Dan Madigan und Rocco Bonaro dringen frühmorgens in eine Wohnung ein. Sie treffen den Kriminellen Barney Benesch im Bett mit einem jungen Mädchen an und wollen ihn zum Verhör auf ein benachbartes Polizeirevier mitnehmen. Madigan und Bonaro wissen zu diesem Zeitpunkt noch nicht, dass der Psychopath bereits wegen Raubmords gesucht wird. Benesch kann mit Hilfe seiner Gespielin die Polizisten ablenken und übertölpeln. Er gelangt an seine eigene Waffe, nimmt den Beamten ihre Revolver ab und flüchtet. Als kurz darauf der oberste Vorgesetzte der beiden Detektive, Police Commissioner Anthony X. Russell, von der misslungenen Aktion erfährt, gibt er ihnen 72 Stunden Zeit, um Benesch zu verhaften. Der geflohene Mörder ist indes nicht Russells einziges Problem; seine junge, verheiratete Geliebte will sich von ihm trennen, Chief Inspector Kane ist der Bestechlichkeit verdächtig, und ein bekannter schwarzer Pfarrer bezichtigt die Polizei rassistischer Gewaltausübung gegen seinen Sohn.
Im Folgenden versuchen die unter den Druck der Polizeihierarchie geratenen Beamten ihren schweren Auftrag zu erfüllen. Rastlos grasen sie den Stadtdschungel nach Informationen ab. Erschöpft sucht Madigan einen Nachtclub auf und findet wenigstens kurze Zeit Trost durch Alkohol und den Zuspruch einer alten Freundin, die den müden Detektiv bei sich übernachten lässt. Madigans weit jüngere, gut aussehende Ehefrau Julia, ebenso gelangweilt wie anspruchsvoll, bereitet ihm zunehmend Probleme. Dagegen führt der impulsive, aber disziplinierte Bonaro eine glückliche Ehe mit Frau und Kindern.
Madigan wird von seiner Frau bedrängt, mit ihr zu einer Party von Polizeioffizieren zu gehen. Am  Eingang des Hotels läuft er prompt Russell über den Weg, was seine Lage nicht erleichtert. Er vermittelt seine Frau einem unverheirateten Kollegen als Tanzpartnerin und macht sich wieder auf die Suche nach Benesch. Später am Abend begeht Madigans Frau – stark betrunken – beinahe einen Fehltritt. Sie weicht aber im letzten Moment davor zurück und lässt sich von dem Mann ins Hotel bringen.
Benesch erschießt mit Madigans Revolver einen Streifenpolizisten, der ihn auf der Straße anhalten will. Schließlich können die Detektive mit Hilfe eines Informanten Beneschs neuen Unterschlupf ermitteln. Ein Großaufgebot der Polizei kreist den Verbrecher, der ein junges Mädchen als Geisel festhält, dort ein. Madigan und Bonaro stürmen die Wohnung. Benesch verwundet Madigan beim Feuergefecht tödlich, bevor er selbst von Bonaro erschossen wird. Am Ende des Films konfrontiert die verbitterte Witwe Madigans den Commissioner mit schweren Vorwürfen wegen seiner Führungsmethoden.

## Fernsehserie
Im Anschluss an den Filmerfolg produzierte NBC eine Fernsehserie gleichen Namens mit Richard Widmark in der Hauptrolle. Nach sechs Folgen wurde die Serie eingestellt.

## Rezeption
Im Film Die Angst des Tormanns beim Elfmeter von Wim Wenders wird Nur noch 72 Stunden in einem Gasthaus auf einer Leinwand gezeigt.

## Kritiken
Allmovie schreibt, es handele sich um einen großartigen Film, eigentlich um zwei Filme in einem.
Die Zeit: „Da wird der Kampf gegen das Verbrechen zur obsessiven, ja neurotischen Angelegenheit. Die Helden tun, was sie tun müssen. Don Siegel aber verknüpft ihr Handeln mit den Gefühlen, die dieses Handeln auslöst, und macht so sichtbar, wie schnell selbst die härtesten Burschen aus dem Gleichgewicht geraten.“
Der Evangelische Film-Beobachter wirft dem Werk vor, ein „verhältnismäßig umständlich konstruierter und nichtssagender Film“ zu sein, merkt dann aber noch positiv an, entschädigt werde man durch „die ehrliche Darstellung New Yorks und durch das Spiel von Richard Widmark“.
Das Lexikon des internationalen Films schreibt: „Ein interessanter Kriminalfilm, der über vordergründige Spannung hinaus die menschlichen Probleme im Polizeidienst aufzuzeigen versucht.“